# Holoeyes
Holoeyes株式会社（英名：Holoeyes, Inc.）は、医療領域における、臨床・トレーニング・教育向けVRアプリ等開発及びサービス事業とデータ提供サービス事業を行う企業。

## 主な製品・サービス
- Holoeyes MD - 汎用画像診断装置ワークステーション用プログラム
- Holoeyes VS - バーチャルカンファレンス/遠隔医療/メタバース
- Holoeyes Edu -VR教育コンテンツ作成/モバイル配信

## テレビ番組
- 日経スペシャル カンブリア宮殿 世界を変える医療 第2弾 【もう神の手はいらない!?VRで最先端医療】（2020年4月23日、テレビ東京）- Holoeyes(ホロアイズ)共同創業者 COO 杉本真樹出演[1]。